# Жозе Жуниор
Вижте пояснителната страница за други личности с името Жуниор.
Жозе Жуниор е бразилски футболист, нападател. Играе за Адана Демирспор, в който е преотстъпен от Славия.

## Кариера
Започва да играе футбол професионално в бразилския втородивизионен отбор „Дуке де Кашиас“. През лятото на 2009 е привлечен от отбора на Славия, където бързо се утвърждава в титулярния състав.
Предпочита да играе на лявото крило, но в някои мачове е използван и като втори централен нападател. През есенния полусезон отбелязва 8 гола в първенството, с което се превръща в голмайстор на клуба.
На 22 ноември 2009 в мача срещу Черноморец Бургас отбелязва три гола, с което става едва втория чуждестранен играч в клубната история с хеттрик след Любомир Воркапич. След като прави много силен сезон с екипа на „белите“ траньорът Стевица Кузмановски го взима под наем в арменския Банатс Ереван. Там Жозе играе заедно с друг славист - Дениран Ортега.
Жуниор се връща в Славия за втората половина на сезон 2010/11 но вкарва само 1 гол за отбора. В началото на 2011/12 връща формата си и титулярното място.
От февруари 2012 играе в Левски под наем. Първият си гол вкарва през март 2012 срещу Монтана. На 8 април се разписва срещу Локомотив София от фаул. В последния мач от сезона срещу Светкавица, Жуниор вкарва хеттррик.
През сезон 2012/13 се завръща в Славия. Вкарва 3 гола в 4 мача, преди да е даден под наем на турския втородивизионен Адана Демирспор.